# Trobriandczycy

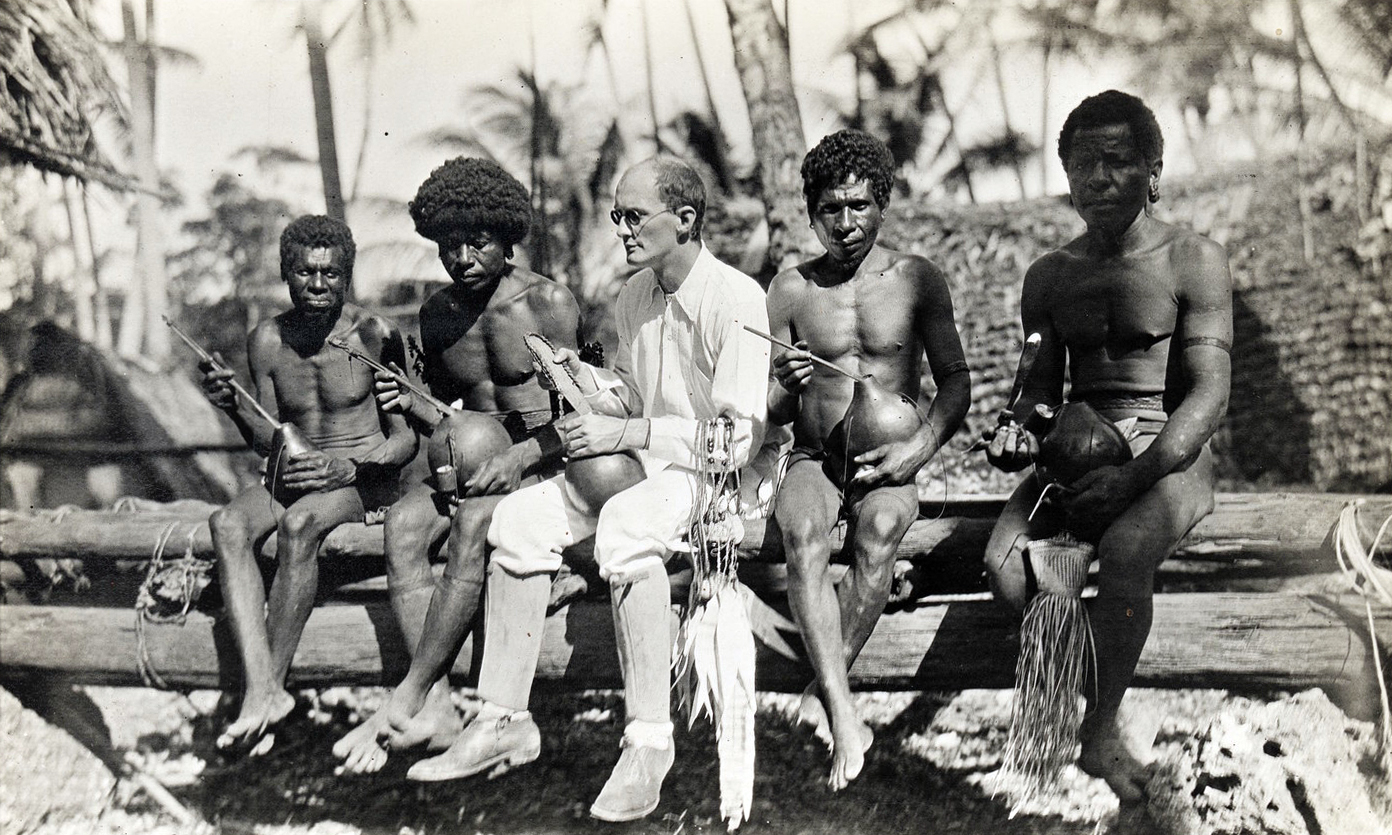
Trobriandczycy i Bronisław Malinowski podczas badań terenowych

Trobriandczycy (nazwa własna: Kiriwina lub Kiliwina) – lud melanezyjski zamieszkujący Trobriandy, archipelag wchodzący w skład państwa Papua-Nowa Gwinea. W 1990 r. ich liczebność wynosiła 25 tys. Posługują się językiem kiriwina z grupy austronezyjskiej. Wiedzę o ich kulturze i strukturze społecznej zgromadził antropolog Bronisław Malinowski w ramach dwuletnich badań terenowych prowadzonych w drugiej dekadzie XX w.

## Pochodzenie
W swojej pracy Życie seksualne dzikich Bronisław Malinowski pisze o Trobriandczykach jako o „należących do rasy papuasko-melanezyjskiej i w wyglądzie zewnętrznym, cechach psychicznych oraz organizacji społecznej łączących większość cech oceanicznych z pewnymi rysami bardziej zacofanej ludności papuaskiej, która zamieszkuje Nową Gwineę”.

## Organizacja społeczno-polityczna
Zgodnie z przyjętym przez Malinowskiego założeniem życie erotyczne stanowi najważniejszy aspekt wzajemnych relacji między mężczyzną i kobietą, niejako odbicie ich położenia prawnego w sferze publicznej i prywatnej, stosunków domowych oraz podziału czynności gospodarczych. Społeczeństwo trobriandzkie reguluje ustrój matrylinearny, wyprowadzony z podstawowego poglądu głoszącego, że jedynie matka zdolna jest wytworzyć w swoim ciele nowe życie, i że dokonuje tego bez ingerencji ojca (mężczyzny) – konsekwencje tej koncepcji zauważa Malinowski w fakcie, iż zarówno pokrewieństwo, jak i inne związki społeczne, wywodzone są wyłącznie w klanowej linii matki, a sama kobieta bierze znaczny udział w życiu plemiennym, przyjmując kierowniczą rolę w niektórych czynnościach obrzędowych czy ekonomicznych. Wiara w brak fizycznego związku między ojcem (określanym przez Trobriandczyków słowem tama i rozumianym jako mężczyzna ożeniony z matką dziecka, mieszkający z nią w jednym domostwie i współtworzący gospodarstwo domowe) a jego biologicznym potomkiem prowadzi do sytuacji, w której, jak pisze Malinowski „stanowisko społeczne dziedziczy się w linii matki – z mężczyzny przechodzi ono na dzieci jego siostry”, a ludzie połączeni więzami matrylinearnego pokrewieństwa tworzą grupę stanowiącą ściśle zespoloną wspólnotę uczuć, interesów i więzów krwi”. W społeczeństwie trobriandzkim obowiązuje zasada patrylokalności i małżonkowie zobligowani są do zamieszkania wioski należącej do klanu męża, gdzie dziecko może być uznawane za obce, jako że wszyscy jego krewni w linii matki znajdują się poza jej granicami. W okresie dojrzewania zaczyna ono coraz lepiej rozumieć swoje położenie, rozpoznając w osobie ojca tomakava (obcego, outsidera), tracącego przywileje wychowawcze na rzecz brata matki (kadugu), postrzeganego przez Trobriandczyków jako jego najbliższy męski krewny.
Aby zobrazować formę władzy politycznej w społeczności trobriandzkiej, Malinowski posługuje się planem wioski Omarakany, stanowiącej w swoim kształcie rzeczywiste odzwierciedlenie tej hierarchii: dwóch szeregów domów, koncentrycznie układających się w pierścienie otaczające obszerny plac pośrodku wsi i przedzielone rodzajem ulicy. Zewnętrzny pierścień złożony jest z domów mieszkalnych, wewnętrzny stanowi zbiór budynków funkcjonujących jako składy żywności do przechowywania taytu (odmiany yamu stanowiącej główne pożywienie mieszkańców Wysp Trobrianda), natomiast pośrodku placu w centralnej części wsi mieści się chata i spichrz na yam stanowiące własność wodza. Zdaniem Malinowskiego owa „charakterystyczna symetria w rozplanowaniu wsi” odpowiada „określonemu schematowi socjologicznemu”, wedle którego na wewnętrznym placu (stanowiącym swoiste tabu) odbywa się życie publiczne i obrzędowe społeczności lokalnej. Z kolei ulica wiodąca pomiędzy dwoma pierścieniami budynków stanowi arenę codziennych towarzyskich interakcji między mieszkańcami wsi (sferę profanum).  
Wódz jako jedyny w wiosce posiada przywilej poligamii, wiążący się z cyklicznym dostarczaniem przez braci jego żon trybutu umożliwiającego mu utrzymanie przewagi ekonomicznej nad innymi mieszkańcami wioski. Społeczność wioskowa podzielona jest na trzy grupy. Do pierwszej z nich należy wódz oraz jego krewni ze strony matki, postrzegający wioskę jako swoją własność, a siebie – jako uprzywilejowanych władców jej obszarów. Do drugiej grupy zaliczyć można zwyczajnych obywateli roszczących sobie prawo do obywatelstwa na podstawie mitów i przebywających we wsi jako wasale wodza oraz obcych tworzących jego dziedziczną służbę. Ostatnią grupę tworzą żony wodza oraz ich potomstwo, które pozostaje w wiosce do chwili osiągnięcia dorosłości. Zdarza się, że dochodzi do tarć między dziećmi wodza (otaczanymi przezeń szczególnymi emocjonalnymi względami pomimo nieistnienia systemowo uznanego pokrewieństwa między nimi) a dziećmi jego siostry, domagającymi się od wuja przywilejów, do których mają zwyczajowe prawo. 
Pojedyncze gospodarstwo trobriandzkie tworzy zazwyczaj mąż, żona i ich dzieci i opiera się ono, według Malinowskiego, na równym podziale funkcji. Mężczyzna, jako prawowity mieszkaniec rodzinnej wsi, pełni rolę pana i właściciela domu, natomiast kobiecie i członkom jej rodziny przypada w udziale zadanie zaopatrywania gospodarstwa w żywność – poza tym stanowi ona prawnie, obok swojego brata, głowę rodziny, a także jest właścicielką licznych przedmiotów w chacie. W gospodarstwie obowiązuje ściśle określony podział pracy – do obowiązków kobiet należy gotowanie (poza przypadkami, gdy mężczyzna przebywa poza domem), noszenie ciężarów na głowie oraz zaopatrywanie chaty w wodę, mężczyźni natomiast zobowiązani są do czynnego udziału w opiece nad dziećmi (obejmującego opiekę nad nimi, mycie, dbanie o ich ogólną czystość oraz karmienie papką z jarzyn). Jak pisze Malinowski: „tryb normalnego dnia w typowej zagrodzie trobriandzkiej zmusza członków rodziny do bliskich kontaktów – sypiają w jednej izbie, wspólnie jedzą oraz wspólnie spędzają większą część czasu przeznaczonego na pracę lub wypoczynek”. W obrębie jednej rodziny występuje między ludźmi znaczna zażyłość stosunków. 

## Współczesne przeobrażenia rzeczywistości kulturowo-językowej
O współczesnych przeobrażeniach społeczeństwa Trobriandczyków pisze niemiecki antropolog lingwistyczny Gunter Senft, specjalizujący się w temacie języków z grupy austronezyjskiej, przede wszystkim kilivila. Badacz zwraca uwagę na różne aspekty zmiany, przenikającej zarówno kulturę, jak język Trobriandczyków, związanej z procesem postępującej modernizacji i kapitalizacji społeczeństwa na wzór amerykański oraz zanikania tradycyjnych form życia społecznego. Wskazuje on m.in. na zmieniające się podejście Trobriandczyków do kwestii estetycznych – możliwe do zauważenia wśród przedstawicieli młodego pokolenia zmniejszone zainteresowanie ukształtowanym przez zwyczaj procesem wytwórczym przedmiotów codziennego użytku (np. łodzi lub ozdób) prowadzi do sytuacji, w której rzemieślnicy posiadający wiedzę niezbędną do wykonania tych przedmiotów mają trudności ze znalezieniem osoby, której mogliby przekazać tę wiedzę i w konsekwencji ocalić tradycyjne wytwórstwo. Innym czynnikiem przyspieszającym marginalizację pozycji tradycyjnych wytwórców jest pragnienie posiadania przez członków trobriandzkiego społeczeństwa przedmiotów (m.in. elementów ubioru) reprezentujących euroamerykańską kulturę, podnoszących status społeczny ich właścicieli. Jak pisze Senft: 

Podczas gdy w 1982 r. większość mieszkańców Wysp Trobrianda nadal z dumą wychwalała tradycyjne stroje za ich piękno, wygodę i przystosowanie do klimatu tropikalnego, i podczas gdy większość rodziców wówczas z dumą prezentowała swoje dzieci w tradycyjnych strojach, obecnie większość, pocąc się w ubraniach wykonanych z plastikowych włókien, chwali zamienniki jako nowocześniejsze i bardziej ‘przyzwoite‘ – zwłaszcza według kryteriów misjonarzy i lokalnych wiejskich księży (misinan).

Inna istotna zmiana zaistniała w społeczności trobriandzkiej, stanowiąca pośredni skutek upowszechnienia się edukacji szkolnej i zachodzącej w jej ramach konieczności posługiwania się przez uczniów imieniem reprezentującym klan ojca, prowadzi do zwiększenia się pozycji ojca dziecka oraz jego rodziny wobec klanu matki, do którego ono tradycyjnie przynależy. Zjawisko to, umacniane dodatkowo przez przenikanie do języka anglojęzycznych kategorii pokrewieństwa, zwiastuje proces ustępowania tradycyjnego systemu matrylinearnego na rzecz ustroju patrylinearnego. Zmiany zachodzące w obszarze magii, nauki i religii, będące rezultatem długoletnich działań chrześcijańskich misjonarzy, skutkują rozpowszechnieniem się decyzji o rezygnacji z lokalnej tradycji religijnej, ograniczeniem znajomości mowy magicznej oraz uformowaniem się prestiżowej grupy kapłańsko-misjonarskiej, do której przystanie stwarza możliwość awansu społecznego dla członków niżej sytuowanych klanów. 
Również język Trobriandczyków – kilivila – podlega przeobrażeniom stanowiącym niejako odzwierciedlenie podobnych procesów zachodzących w kulturze. Na przekór prognozom o śmierci języka (language death) zapowiadanym w kontekście tzw. języków zagrożonych (endangered languages), Senft utrzymuje, że:  

Mieszkańcy Wysp Trobrianda są niezwykle dumni ze swojego języka. Ta duma przechodzi niemal w arogancję (co jest oczywiście cechą absolutnie pozytywną z punktu widzenia utrzymania zagrożonego języka). Duma ta objawia się m.in. w fakcie, że wyspiarze na Trobriandach nie mówią językiem tok pisin. Oczekuje się, że urzędnicy rządowi pracujący w Losuia, centrum władzy na wyspach, nauczą się języka kilivila, jeżeli przychodzą z innych części i społeczności językowych Papui-Nowej Gwinei.

Autor opisuje jednak także dwie ważne odmiany języka kilivila skazane, jego zdaniem, na zapomnienie. Pierwszą z nich jest język zmarłych przodków – biga baloma – którego rytualne stosowanie w ramach pieśni o życiu przodków w zaświatach (wosi milamala) miało miejsce podczas święta zbiorów (milamala) oraz obrzędów pogrzebowych. Druga forma obejmuje ściśle spokrewniony z biga baloma język magii – określany jako biga megwa i używany do wyrażania formuł zaklęć magicznych. Odpowiedzialnością za zanik znajomości i użycia obu odmian obarcza Senft misjonarzy, których działalność na Wyspach Trobrianda doprowadziła do radykalnego zmniejszenia się ich znaczenia w społeczeństwie, zastępując tradycyjne formy wiedzy magicznej i religijnej nowymi chrześcijańskimi wzorcami. 